# Nine.com.au
Nine.com.au (ранее Ninemsn) — австралийский новостной веб-сайт, принадлежащий компании Nine Entertainment Co, зарегистрированной на ASX. Первоначально она была создана как совместное предприятие Microsoft и PBL Media (ныне Nine Entertainment Co.) в 1997 году с под названием «Ninemsn». Microsoft продала свою долю в предприятии компании Nine Entertainment в 2013 году, а в 2016 году компания была переименована в Nine Digital. 28 июня 2016 года веб-сайт был переименован в свое нынешнее название Nine.com.au.
В данное время Nine.com.au включает в себя 9News, Nine’s Wide World of Sports, and 9Honey.

## История
Предприятие было создано в 1997 году с совокупными инвестициями в размере 50 млн долларов, которые объединили все онлайн-активы Microsoft и все медиа-активы PBL, включая Nine Network, Australian Consolidated Press и другие активы PBL Media.
В декабре 2005 года Ninemsn приобрела австралийского лидера по синдикации контента и мобильных публикаций HWW Limited, который в настоящее время объединяет списки телепрограмм, фильмов, музыки, ресторанов и концертов.
В 2006 году Ninemsn приобрела 5th Finger Pty Ltd, ведущего австралийского поставщика услуг SMS и мобильного маркетинга.
В середине 2011 года Ninemsn представила новый логотип и кардинально изменила дизайн, что позволило пользователям настраивать сайт по своему вкусу.
Microsoft продала свою 50 % долю в Mi9 компании Nine Entertainment в 2013 году, в результате чего Mi9 был переименован в Nine Digital. В рамках соглашения Microsoft подписала долгосрочное соглашение о стратегическом партнерстве, согласно которому Mi9 продолжит представлять набор рекламных продуктов Microsoft.
В конце 2014 года Ninemsn представила новый внешний вид домашней страницы. После ребрендинга своих телевизионных активов в ноябре 2015 года 28 июня 2016 года Nine Entertainment переименовала Ninemsn в Nine.com.au. Сайты суббрендов Ninemsn также были переименованы, чтобы включить бренд Nine в 9Coach, 9Elsewhere, 9Finance, 9TheFix, 9Homes, 9Honey, 9Kitchen, 9Lifestyle и 9Pickle соответственно. Однако в ноябре 2016 года все суббренды, кроме 9Finance и 9Pickle, были реорганизованы в обновленный зонтичный бренд 9Honey, ориентированный на женщин; 9Style был запущен, чтобы взять на себя предыдущую роль 9Honey, а 9Lifestyle был закрыт. Позднее, в марте 2017 года, был запущен бренд 9Mums как семейный бренд.